# Рефлекторское муниципальное образование
Рефлекторское муниципальное образование — упразднённое сельское поселение в Ершовском районе Саратовской области Российской Федерации.
Административный центр — село Рефлектор.

## История
Статус и границы сельского поселения установлены Законом Саратовской области от 27 декабря 2004 года № 82-ЗСО «О муниципальных образованиях, входящих в состав Ершовского муниципального района».
Законом Саратовской области от 28 марта 2016 года № 34-ЗСО, были преобразованы, путём их объединения, Декабристское и Рефлекторское муниципальные образования — в Декабристское муниципальное образование, наделённое статусом сельского поселения, с административным центром в посёлке Целинный.

## Население
| 2010 | 2011 | 2012 | 2013 | 2014 | 2015 | 2016 |
| ---- | ---- | ---- | ---- | ---- | ---- | ---- |
| 886  | ↘880 | ↘855 | ↘829 | ↘799 | ↘778 | ↘749 |

## Состав сельского поселения
| № | Населённый пункт | Тип населённого пункта       | Население |
| - | ---------------- | ---------------------------- | --------- |
| 1 | Большеузенка     | село                         | ↘137      |
| 2 | Мавринка         | село                         | 8         |
| 3 | Мавринка         | железнодорожная станция      | 13        |
| 4 | Михайловка       | село                         | ↘235      |
| 5 | Рефлектор        | село, административный центр | ↘493      |